# François Castaing
François J. Castaing (Marsella, Provenza-Alpes-Costa Azul, 18 de marzo de 1945-Arizona, 26 de julio de 2023) fue un ingeniero automovilístico francés que trabajó para las compañías Renault, American Motors y Chrysler. Se graduó en ingeniería en Arts et Métiers ParisTech en París y comenzó su carrera en Europa contratado por Gordini y Renault, antes de ser nombrado vicepresidente de Ingeniería y Desarrollo de Producto en la American Motors Corporation (AMC).

## Con Gordini y Renault
Castaing comenzó su carrera en los deportes de motor en 1968 con Gordini, trabajando en los motores para los coches de carreras que participaban en las 24 Horas de Le Mans. Después de que Renault se hizo cargo de Gordini, avanzó al puesto de Director Técnico de Renault Sport. Su historial de logros con Renault incluye períodos como miembro de un equipo de desarrollo de motores de carreras y como director de programas de carreras. Se incorporó a AMC procedente de Renault, que poseía el 46% de la empresa estadounidense. Junto con su familia se mudó a Detroit, Míchigan, en 1980.

## Con AMC y Chrysler

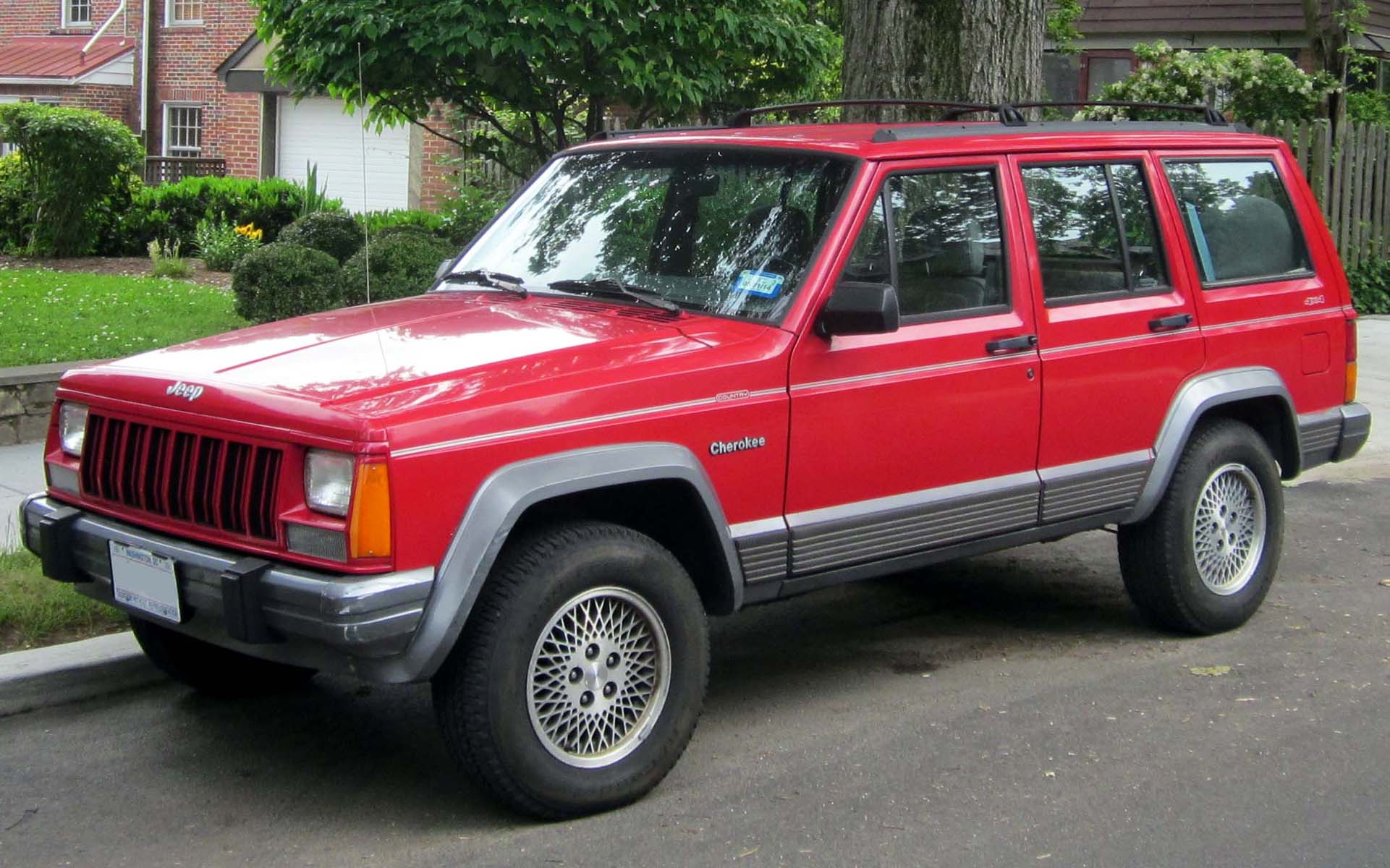
Jeep Cherokee (XJ)

Castaing fue responsable de la ingeniería y el desarrollo de productos en AMC. Jugó un papel decisivo en el desarrollo del Jeep Cherokee reducido, un vehículo utilitario deportivo (SUV) que se volvió muy rentable para AMC y, por lo tanto, supuso el inicio de lo que se convertiría en la era de los SUV modernos. Como vicepresidente de ingeniería y desarrollo de productos de AMC, también diseñó un nuevo enfoque de desarrollo en el que los equipos de ingenieros se centraron en un solo tipo de plataforma de automóvil, trabajando en nuevos modelos como un sistema que abarcaba desde el prototipo hasta la línea de producción del modelo definitivo. El fabricante de automóviles estaba buscando una forma de acelerar su proceso de desarrollo de productos para competir mejor contra sus competidores más grandes en 1985. Esto difería de la práctica automotriz tradicional, consistente en organizar el trabajo en torno a departamentos (como planificación de proyectos, diseño, ingeniería, fabricación, y mercadotecnia) y componentes (como motor, tren motriz y carrocería).
Este proceso comercial ahora se conoce como gestión del ciclo de vida del producto ("product lifecycle management" o PLM). Después de presentar el Jeep Cherokee (XJ) compacto, AMC comenzó a desarrollar un nuevo modelo, que más tarde salió como Jeep Grand Cherokee. La primera parte en su búsqueda de un desarrollo de productos más rápido fue el sistema mediante diseño asistido por computadora (CAD) que aumentaba la productividad de los ingenieros. La segunda parte de este esfuerzo fue el nuevo sistema de comunicación que permitió que los conflictos se resolvieran más rápido, además de reducir los costosos cambios de ingeniería, porque todos los planos y documentos estaban en una base de datos central. La gestión de datos de productos fue tan eficaz que, después de que Chrysler comprara AMC, el sistema se expandió por toda la empresa, conectando a todos los involucrados en el diseño y la fabricación de productos. Si bien era una adopción casi prematura de la tecnología PLM, Chrysler pudo convertirse en el productor de menor costo de la industria automotriz, registrando costos de desarrollo que eran la mitad del promedio de la industria a mediados de la década de 1990.

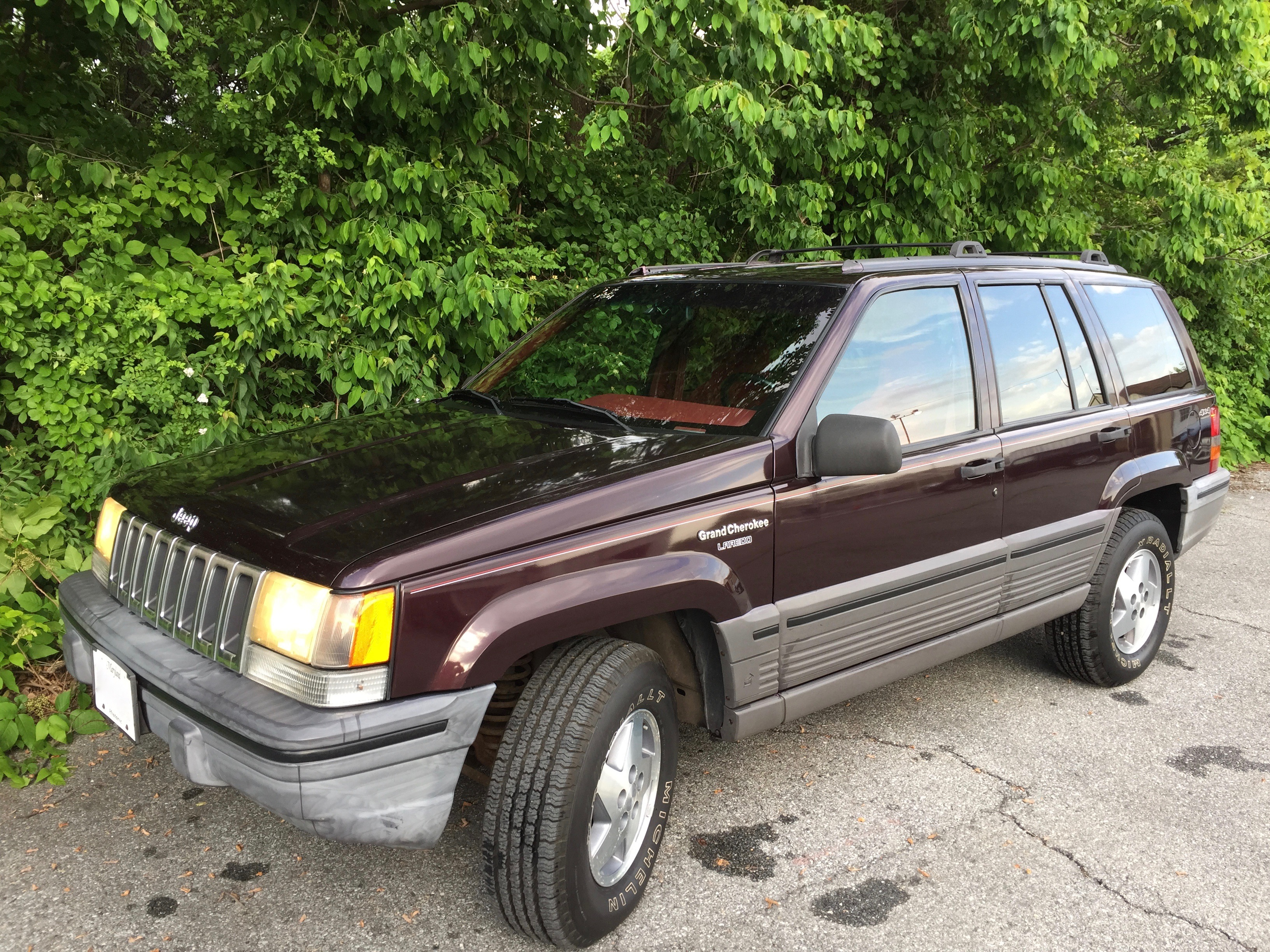
Jeep Grand Cherokee (ZJ), desarrollo iniciado por AMC

Después de la compra de AMC en 1987, los expertos de Chrysler especularon que AMC se haría cargo de la empresa más grande desde dentro. En parte pensaron así porque la línea de productos del Jeep Cherokee de AMC pronto representó más de un tercio de las ganancias de Chrysler por sí sola. Varios líderes de AMC se convirtieron en estrellas en Chrysler, incluido el jefe de desarrollo de productos Castaing, quien se hizo cargo de las operaciones y la ingeniería de Chrysler. Rápidamente fue nombrado nuevo vicepresidente de ingeniería de vehículos de Chrysler Motors. La empresa adquirente necesitaba desesperadamente replicar la cultura de AMC y Renault, donde el trabajo se realizaba en una atmósfera "de cambio constante".
Antes de la compra de AMC, Chrysler estaba sufriendo un declive de sus productos que ya duraba cinco años, después del éxito con su monovolumen introducido en 1984. Principalmente fabricaba derivados de la plataforma K, que se veían y manejaban de manera similar. Chrysler se convirtió en fabricante de automóviles más pequeños, lo que la hizo vulnerable a los competidores japoneses. Castaing no solo se convirtió en el hombre clave de Chrysler para luchar contra los fabricantes de automóviles japoneses, sino que también fue llamado a diseñar una serie de productos para adaptarse a un número creciente de nichos de mercado.
Castaing siguió el ejemplo que se utilizó en el antiguo centro de investigación técnica y desarrollo de productos Amtek de AMC en Detroit. El uso de estos equipos de plataforma en Chrysler fue sugerido por primera vez por Castaing, y fue el presidente del fabricante de automóviles, Robert Lutz, quien comprendió el potencial de este cambio y tuvo el poder de liderazgo para hacerlo realidad. Castaing realineó la estructura de ingeniería de los 6000 empleados de Chrysler, formando equipos que trabajan en una única plataforma. Lutz y Castaing reorganizaron sus departamentos en equipos al estilo de AMC. Castaing también incorporó el uso de ingeniería simultánea. Este enfoque de gestión de equipos tomó forma a finales de la década de 1980. Los equipos multifuncionales para cada vehículo se organizaron en todas las facetas de las operaciones de la empresa y del proveedor para sacar nuevos productos. "Soy un firme creyente de que los equipos son la manera de mejorar", dijo Francois Castaing, vicepresidente de ingeniería de vehículos y uno de los principales impulsores de la estructura de equipo de plataforma de Chrysler. Bob Lutz describió a Castaing como un gran ingeniero que estaba orientado a los resultados (frente al proceso), y como un hombre apasionado y lleno de entusiasmo que inspiraba a otros. Lutz declaró además que Castaing era "excepcionalmente bueno haciendo continuamente cosas que el sistema consideraba como imposibles... le encantaban los desafíos".

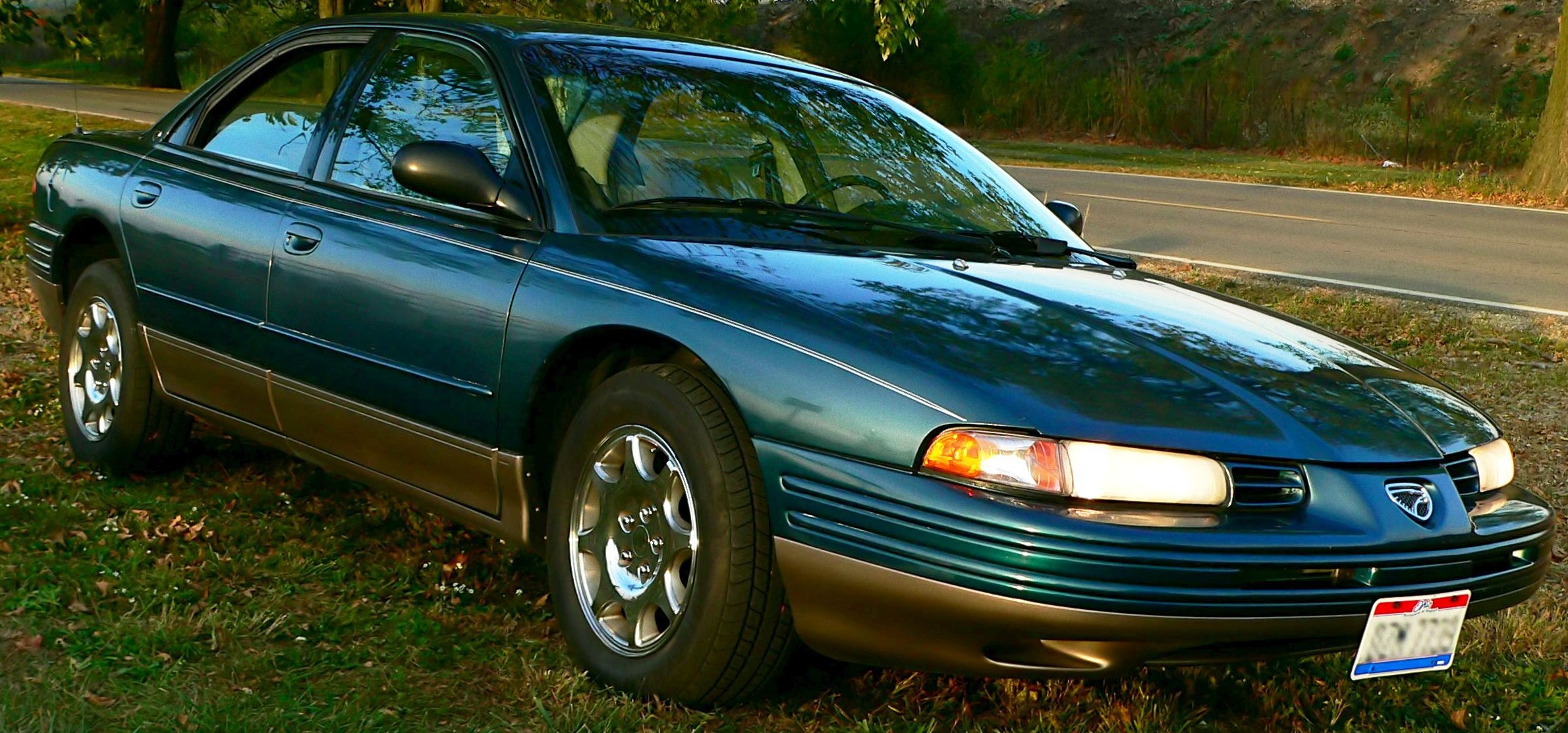
Eagle Vision

En el momento de la compra de AMC, Chrysler estaba diseñando el reemplazo del entonces nuevo Dodge Dynasty, un automóvil de tamaño mediano. El reemplazo propuesto tenía un parecido directo con el Dynasty existente. Sin embargo, con la compra de AMC, se instituyó un nuevo sistema de diseño de productos y se comenzó a trabajar utilizando la plataforma del Eagle Premier de AMC. Según Robert Lutz, el diseño interno se desechó por completo y se seleccionó el nuevo diseño, bajo el liderazgo de Castaing. Los Chrysler basados en la plataforma LH fueron los primeros en utilizar el enfoque de plataforma de Castaing. Estos nuevos modelos pasaron de la mesa de dibujo a la cadena de montaje en un tiempo récord de 39 meses, en comparación con otros automóviles Chrysler que tardaron más de 50 meses. Los Chrysler Vision, Dodge Intrepid, Chrysler Concorde, LHS y New Yorker se produjeron en la moderna planta de AMC en Brampton, Ontario, Canadá, que se había construido para fabricar el Eagle Premier.
Castaing merecidamente ha recibido un gran crédito por desarrollar la nueva línea de automóviles y camionetas que marcó el ritmo del creciente éxito de Chrysler en la década de 1990. Trabajó en diseños de minivanes utilizando criterios racionales para maximizar el uso del espacio, siendo elogiado por el presidente de Chrysler, Bob Lutz, "como el mejor empaquetador que he conocido". El éxito del sistema de Castaing fue ejemplificado no solo por la atracción de Daimler Benz como comprador de Chrysler, sino por algo más que un interés pasajero de General Motors y Toyota. En ese momento, los ejecutivos del fabricante de automóviles como Robert Lutz, Thomas Stallkamp y Francois Castaing "hicieron de Chrysler el más ágil de los tres fabricantes de automóviles de Detroit".

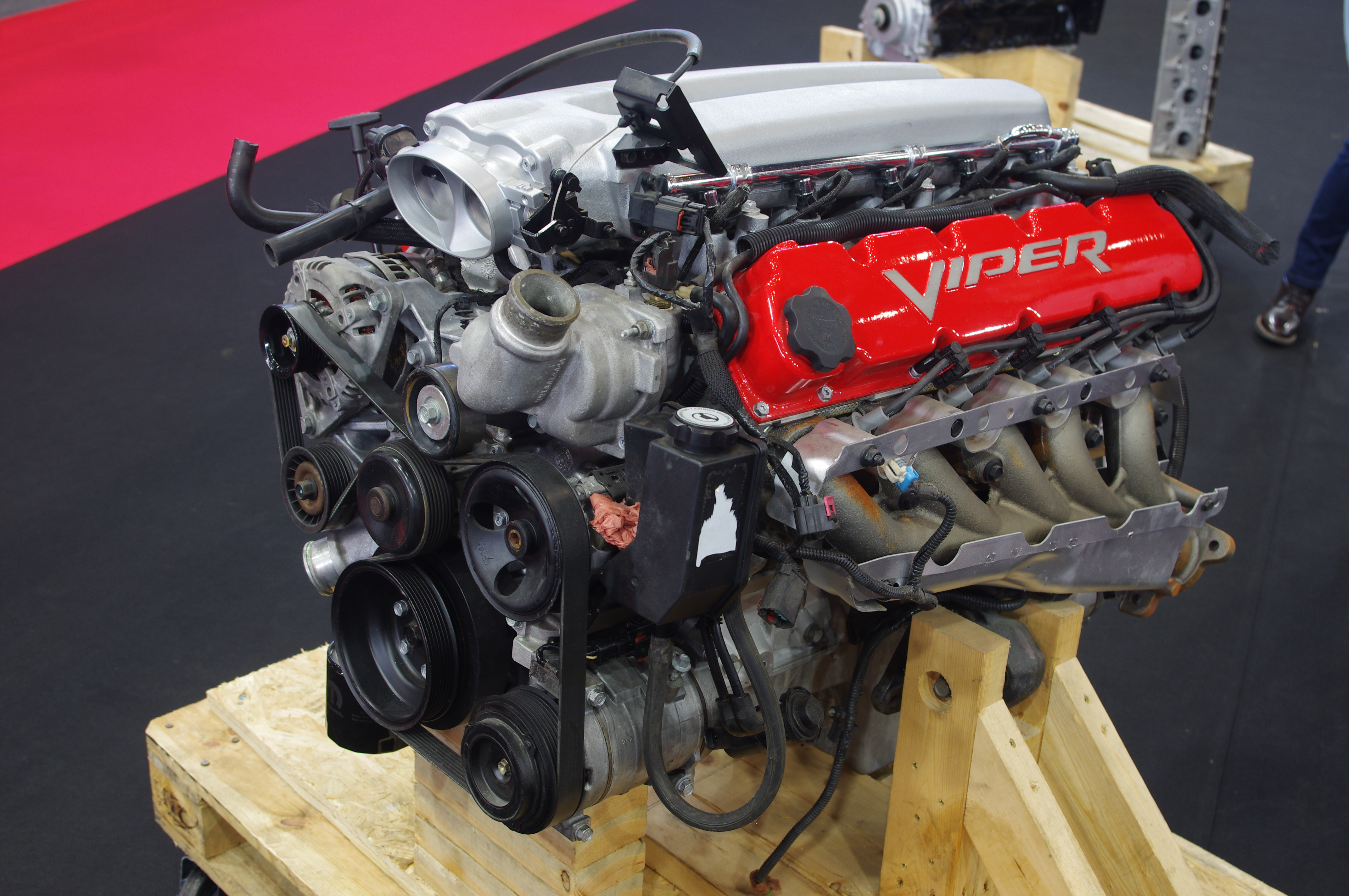
Motor V10 Dodge Viper, cuya producción comenzó en 1992

En 1993, Castaing fundó el "Consejo de Estados Unidos para la Investigación Automotriz" (USCAR), reuniendo a Chrysler con General Motors y Ford para fortalecer la base tecnológica de la industria automotriz de EE. UU. a través de la investigación y el desarrollo cooperativos. También jugó un papel decisivo en el establecimiento de la "Asociación para una Nueva Generación de Vehículos".
En 1994, Castaing se convirtió en el director de operaciones de tren motriz de Chrysler y en 1996 fue nombrado vicepresidente ejecutivo de operaciones internacionales de la compañía. Después de la fusión de Mercedes-Benz Group con Chrysler en 1998, se convirtió en asesor técnico de Bob Eaton hasta su jubilación en 2000.
Fue uno de los creadores de la tendencia de los vehículos deportivos utilitarios, que impulsó la industria automotriz norteamericana durante la década de 1990 y transformó los mercados automovilísticos europeos a principios de la década de 2000.
Castaing también fue miembro del "Equipo del Dodge Viper". Nombrado vicepresidente de ingeniería, "resultaría vital" para el desarrollo del motor V10 del Viper.

## Jubilación
Desde que dejó DaimlerChrysler, Castaing ha formado parte como miembro de la junta directiva de varias empresas industriales, incluidas Exide, la empresa de baterías, Durakon Industries, NextEnergy, Reynard Motorsport y Valeo. También integró la junta directiva de la Federación de científicos estadounidenses. En 2004, TRW Automotive Holdings anunció la elección de Castaing a la junta directiva de la empresa. También es miembro del comité de auditoría de Amerigon (posteriormente Gentherm Incorporated).
En 1998, Castaing se convirtió en presidente del New Detroit Science Center para la educación de las generaciones futuras. Bajo su liderazgo, se lanzó una campaña de 30 millones de dólares para la expansión y renovación del Centro de Ciencias de Detroit, lo que finalmente permitió que se reabriera al público en 2001 con un espacio de exhibición muy ampliado. Castaing renunció a su cargo en enero de 2012, cuando el centro cerró debido a varios problemas financieros. Así mismo, ha seguido aprovechando sus vínculos con la industria automotriz para promover la educación en ciencias e ingeniería.
Desde 1994, Castaing también ha formado parte de la junta directiva de FIRST Robótica (FIRST), la competición de robótica para estudiantes de secundaria creada por el inventor y empresario Dean Kamen.

## Reconocimientos

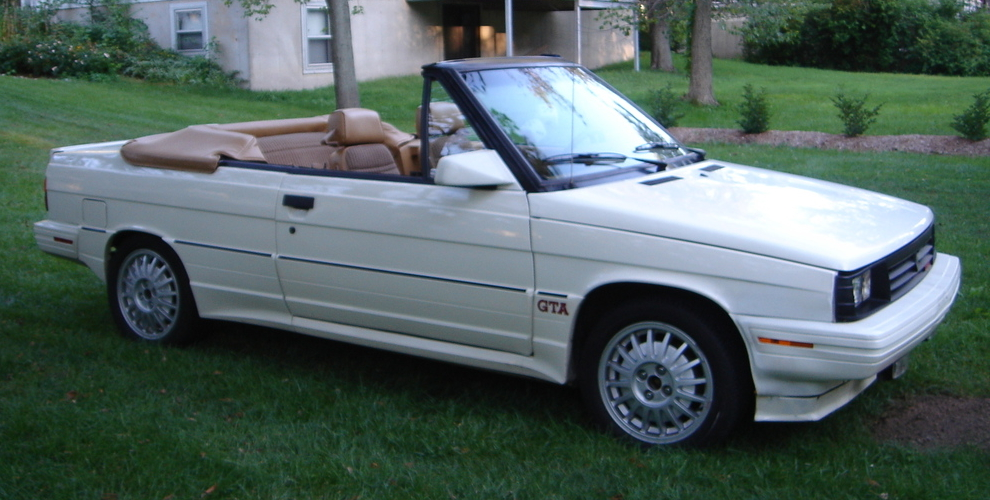
Renault Alliance GTA de 1987 para el mercado estadounidense

- Castaing fue nombrado "Hombre del Año" por la publicación francesa Le Journal de l'Automobile por su éxito ejemplar en los Estados Unidos. Se destacó por desarrollar la estructura Renault-AMC, el lanzamiento de Renault Alliance y Encore (Renault 9/11), por ser el padre del Jeep Cherokee (XJ), además de ser uno de los artífices del rescate de Chrysler.[22]

- Fue elegido miembro del Academia Nacional de Ingeniería (Estados Unidos) de los Estados Unidos en 1995 por el desarrollo de automóviles altamente confiables y de alto rendimiento y por su producción exitosa a través de estructuras organizacionales innovadoras.[23] Castaing también fue elegido como miembro de Sociedad de Ingenieros de Automoción (SAE) que "reconoce y honra a los miembros a largo plazo que han tenido un impacto significativo en la tecnología de movilidad de la sociedad a través del liderazgo, la investigación y la innovación".[24]

- Incluido en el Salón de la Fama del Automóvil el 12 de octubre de 2010 en Dearborn, Míchigan.[25][26]